# Classe Alger
La classe Alger fut une classe de croiseur protégé construite par la marine française entre 1887 et 1891.
L’ Alger et ses sister-ships, l’Isly et le Jean-Bart, furent mis en service au commencement de la dernière décennie du XIXe siècle. 

## Conception
Ces bâtiments étaient caractérisés par une protection consistant en un  blindage de pont de 90 mm d’épaisseur, un cloisonnement des soutes, une flottaison cellulaire et des masques de blindage de canons de 30 mm usinés en acier spécial. Ils bénéficiaient encore d'une double propulsion, machine à vapeur et voile (gréement quatre-mâts).

## Les unités de la classe Alger
| Nom       | Lancement     | Service effectif | Chantier naval | Fin de carrière                          | Photo |
| --------- | ------------- | ---------------- | -------------- | ---------------------------------------- | ----- |
| Alger     | Novembre 1889 | 1891             | Cherbourg      | Ponton à Rochefort (1911). Rayé en 1922. |       |
| Isly      | Juin 1891     | 1893             | Brest          | Rayé en 1914                             |       |
| Jean Bart | Novembre 1889 | 1891             | Rochefort      | 11 février 1907                          |       |